# Monodia
Monodia là một chi thực vật có hoa trong họ Hòa thảo (Poaceae).

## Loài
Chi Monodia gồm các loài: